# Derma
La ville américaine de Derma est située dans le comté de Calhoun, dans l’État du Mississippi. Lors du recensement de 2000, sa population s’élevait à 1 023 habitants.
Glenn Hardin (1910-1975), champion olympique du 400 m haies en 1936, est né à Derma.

## Source
- (en) Cet article est partiellement ou en totalité issu de l’article de Wikipédia en anglais intitulé « Derma, Mississippi » (voir la liste des auteurs).